# 144
Cette page concerne l'année 144  du calendrier julien. Pour l'année 144 av. J.-C., voir 144 av. J.-C. Pour le nombre 144, voir 144 (nombre).
L'année 144 est une année bissextile qui commence un mardi.

## Événements
- 15 juillet[1], Rome : l’hérésiarque gnostique Marcion est excommunié  par le pape Pie Ier et fonde l’église marcionite[2].
- 20 septembre, Chine : début du règne de Chongdi, empereur de la dynastie Han (fin en 145)[3].
- 28 octobre, Maurétanie Tingitane : décret émis par les décurions de Sala. Ils votent l'érection d'une statue en l'honneur du préfet M. Sulpicius Felix qui a pacifié la région et entouré la ville de murailles[4]. Début d'une série de campagnes de l'armée romaine en Maurétanie (fin en 152)[5].

## Décès en 144
- Han Shundi, empereur de Chine.
- Polémon de Laodicée.